# 大田自転車競技場
大田自転車競技場（おおだ じてんしゃきょうぎじょう）は、島根県大田市に所在する自転車競技場である。施設は公益財団法人大田市体育・公園・文化事業団が管理している。
1980年開設。1982年の国民体育大会（くにびき国体）のトラックレース会場となった。1周333.3m。
地元の高校生が練習で使用しているものの、現状ではバンクに入ったひび割れから雑草が生えているほど老朽化が激しい。そのため、当地を練習拠点とする競輪選手は一人もいない。